# Монестье-д’Амбель
Монестье-д'Амбель (фр. Monestier-d'Ambel) — коммуна во Франции, находится в регионе Рона — Альпы. Департамент коммуны — Изер. Входит в состав кантона Матезин-Триев. Округ коммуны — Гренобль.
Код INSEE коммуны — 38241. Население коммуны на 2006 год составляло 21 человек. Населённый пункт находится на высоте от 746  до 2 378  метров над уровнем моря. Муниципалитет расположен на расстоянии около 530 км юго-восточнее Парижа, 140 км юго-восточнее Лиона, 50 км южнее Гренобля. Мэр коммуны — Jean-Claude Courteau, мандат действует на протяжении 2008—2014 гг.
Динамика населения (INSEE):